# Mezzo (телеканал)
Mezzo (итал. mezzo, «ме́ццо», букв. средний) — французский телеканал, посвящённый классической музыке, джазу, музыкальному фольклору и балету.
Телекомпания была основана в 1998 году, её акционерами стали государственные телекомпании «Франс 2» (40% капитала компании) и «Ля Синквем» (5% капитала), группа экономических интересов  «Арте» (5% капитала) и государственная телекоммуникационная компания «Франс Телеком» (50% капитала), президентом компании стал генеральный директор «Франс 2» Мищель Папаллардо. В 2002 году доля холдинга «Франс Телевизьон» (в 2000 году её дочерней компанией стали «Франс 2» и «Ля Синквем») в капитале «Меццо» сократилось 20%, также до 20% сократилась «Франс Телеком», крупнейшими акционерами стали частные холдинги «Лягардер Актив» и «Груп Каналь плюс». В 2001 году было принято решение о слиянии каналов Mezzo и Muzzik, в апреле 2002 года каналы объединились. С 2003 года слоган канала — Écouter, voir, oser (с фр. — «Слушать, смотреть, дерзать»).
Музыкальные программы канала составлены по большей части из трансляционных записей прошлых лет, сделанных во время «живых» концертов, фестивалей и т.п. В сетку вещания входят также прямые трансляции концертов, оперных и балетных постановок, документальные фильмы и тележурналы о музыке и исполнителях.
С января 2008 года в сетку вещания введён новый формат Divertimezzo, представляющий собой музыкальные клипы характерных для канала направлений. В 2019 году холдинги «Франс Телевизьон» и «Лягардер Актив» продали свои доли в капитале компании холдингам «Ле Эхо-Ле Паризьен» и «Каналь плюс».

## Награды
- Двукратный обладатель российской Национальной премии в области кабельного, спутникового и Интернет-телевидения «Золотой Луч» в категории «Лучший музыкальный канал» (2009, 2013).
- Обладатель премии «Большая цифра» в категории «Лучший музыкальный канал иностранного производства» (2010).
- Обладатель специального приза от «Триколор ТВ» в рамках премии «Золотой Луч» (2012).